# 国际主义团结革命联盟
国际主义团结革命联盟（希臘語：Επαναστατικός Σύνδεσμος Διεθνιστικής Αλληλεγγύης，缩写为、RUIS）是一支无政府主义军事部队，隶属参与叙利亚内战的国际自由营。该组织成立于2015年，主要由希腊志愿者组成。2017年，希腊当局估计该组织约有5或6人。

## 历史
该组织于2015年4月通过独立媒体中心发布了一份声明，宣布其成立。在该声明中，该组织称他们是希腊的国际主义无政府主义者，来到羅賈瓦响应土耳其马列主义共产党在1月份发出的志愿者号召，组建一支国际主义部队，与人民保護部隊和婦女保護部隊一起保卫罗贾瓦革命，对抗伊斯兰国。他们是与土耳其马列主义共产党、联合自由力量、土耳其共产党/马列和西班牙马列主义党（共产主义重建）共同组成的国际自由营的首批前成员之一。

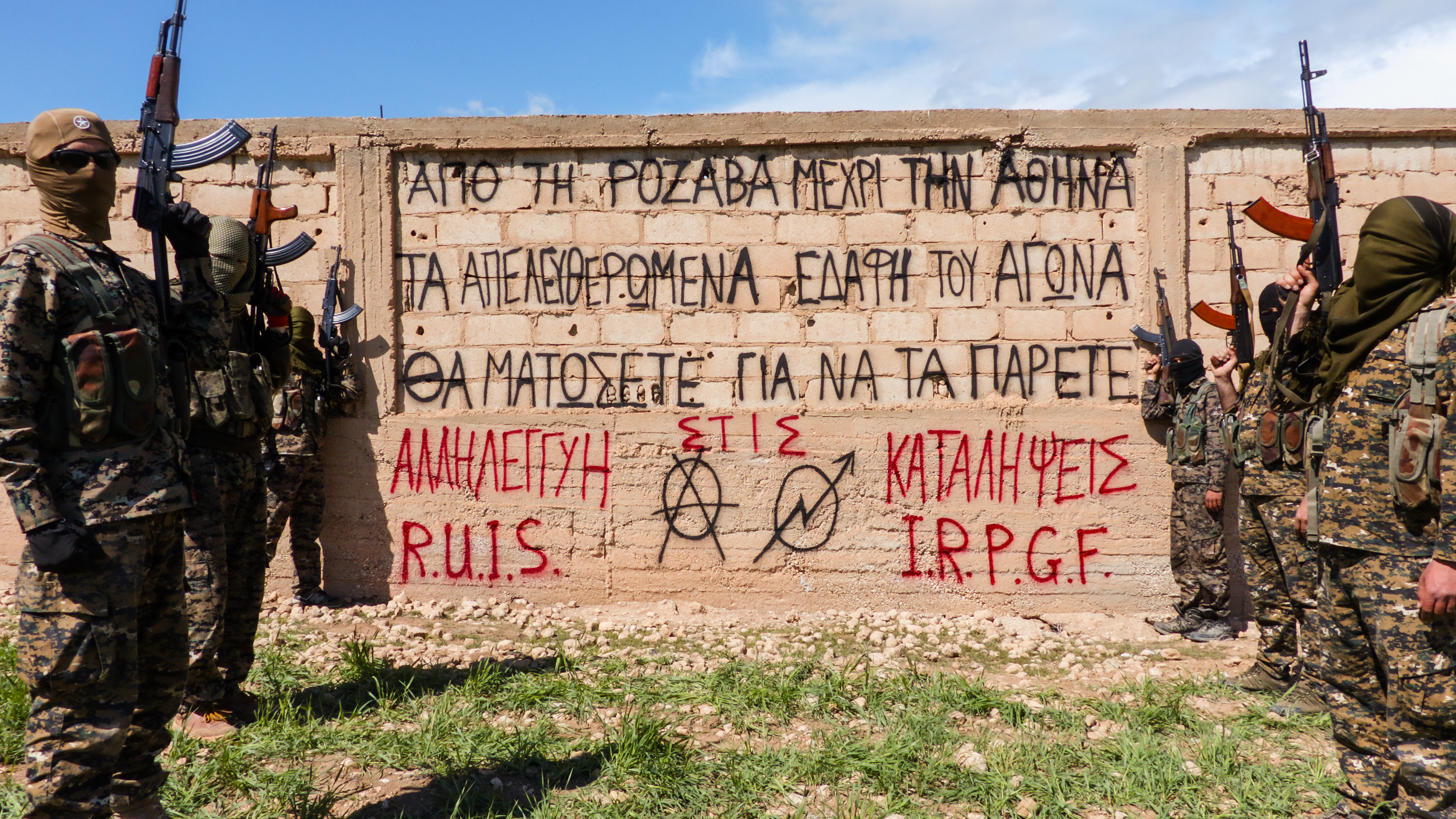
国际主义团结革命联盟成员于罗贾瓦的照片

在2015年10月另类门户网站Apatris.info对国际主义团结革命联盟的采访中，该组织的一名成员解释说，国际主义团结革命联盟“是一个为世界社会革命而奋斗的组织”。这名成员称他们的参与者是来自希腊的无政府共产主义者和无政府主义者。他在采访中称，该组织的成员一致认为该组织的目标是在国际武装冲突领域进行有效的团结。他解释称，他们站在被压迫阶级一边，为社会解放和“反对国家和资本的统治”而斗争，展现了激进的反资本主义立场。他最后称，“有效的团结必须在冲突的所有地点同时进行社会斗争，打破暴政、压迫和剥削的限制”。
2017年4月3日，在国际革命人民游击队通过推特发起的声援雅典无政府主义运动的活动中，该组织重新出现在社交网络上。此事引起了希腊多家媒体的注意，希腊国家安全和情报部门向媒体申明了他们对这些人回国的担忧。
2018年2月，冰岛籍国际主义团结革命联盟和马列主义共产党成员赫伊屈尔·希尔马森在橄欖枝行動中丧生。

## 意识形态
该团体以無政府共產主義（自由意志共产主义，无政府主义中的一个主要哲学和经济学派，代表人物有卡洛·卡菲罗、彼得·阿列克谢耶维奇·克鲁泡特金、埃里科·马拉泰斯塔和内斯托尔·伊万诺维奇·马赫诺）的理念为基础。该组织也可以被归类为特体主义组织，不过它仍主张左翼团结和与不同的无产阶级运动如马克思列宁主义共存。
国际主义团结革命联盟是第一个加入国际自由营的无政府主义组织。